# Lista de personagens de Twilight (série)
Esse anexo contém a lista de personagens de Crepúsculo, uma série composta pelos livros Crepúsculo, Lua Nova, Eclipse, Amanhecer e Sol da Meia Noite, escritos por Stephenie Meyer.

## Personagens principais

### Isabella Swan
Isabella "Bella" Marie Swan (posteriormente Isabella Cullen) é uma adolescente que se muda de Phoenix, Arizona, para Forks, Washington, para morar com seu pai Charlie. Embora vários meninos tenham demonstrado interesse por ela, ela se apaixona por Edward Cullen, que mais tarde se revela ser um vampiro. Então, para tentar protegê-la, Edward se distancia alegando que deixou de gostar dela. Bella é consolada por Jacob Black, um membro da aldeia Quileute que ela descobre serem lobisomens. Quando Edward retorna, Bella se sente dividida entre ele e Jacob, mas percebe que seus sentimentos por Black não são tão profundos quanto seus sentimentos por Edward. Bella acaba se casando com Edward e, após uma gravidez de risco, dá à luz Renesmee, uma garota híbrida que pode viver tanto de sangue humano quanto de comida. Bella se torna uma vampira logo após o nascimento da filha e descobre que tem mais autocontrole do que o normal quando está perto de sangue humano, além de possuir o dom de criar um escudo contra ataques mentais, habilidade que ela já havia demonstrado quando humana. Quem a ajuda a trabalhar esse poder são os vampiros Eleazar e Kate, do clã Denali, e Zafrina, do clã Amazonas.
Kristen Stewart interpreta Bella no cinema.

### Edward Anthony Masen Cullen
Edward Anthony Masen Cullen (14 de fevereiro de 1901, em Chicago, Illinois). Ele foi infectado pela gripe espanhola durante o surto de 1918 e foi transformado em vampiro por Carlisle Cullen depois que sua mãe, Elisabeth Masen, pediu a ele para salvar seu filho da morte. Ele se apaixona por Isabella Swan e tem uma filha com ela, Renesmee. Edward só se alimenta de sangue animal e pode ler mentes, exceto a de Bella devido ao seu escudo.
Robert Pattinson interpreta Edward.

### Jacob Black
Jacob Black é o melhor amigo de Bella Swan. Ele faz parte da aldeia Quileute e é um lobisomem. Ele tem um papel menor em Crepúsculo, sendo apresentado como um amigo de infância esquecido de Bella que conta a ela as lendas contadas em sua aldeia sobre os Cullen serem vampiros. A partir de Lua Nova, ele se torna mais importante na história, dando grande apoio a Bella após a partida de Edward e os dois acabam se apaixonando. Embora passe a maior parte de Eclipse tentando conquistar Bella, em  Amanhecer ele tem um imprinting — processo involuntário pelo qual o lobisomem encontra sua alma gêmea — com Renesmee Cullen, filha de Edward e Bella.
Taylor Lautner interpreta Jacob no cinema.

### Alice Cullen
Alice Cullen (nascida Mary Alice Brandon) é filha adotiva de Carlisle Cullen e Esme Cullen, e irmã adotiva de Edward Cullen, Rosalie Hale e Emmett Cullen. Ela é parceira de Jasper Hale. Descrita como pequena e delicada, sua habilidade especial é ver o futuro, um dom muito útil para alertar a família sobre qualquer perigo, porém não muito concreto, pois o futuro pode mudar dependendo das decisões que as pessoas tomarem. Sua habilidade a salvou de virar uma selvagem, pois o funcionário do hospital psiquiátrico onde ela residia desapareceu depois de transformá-la em vampira, sem lhe dar nenhuma explicação sobre o que ela havia se tornado. Alice viu Jasper e os Cullen em seu futuro, entendendo que eles deveriam ficar juntos. Alice esperou por Jasper e, após conversarem, foram em busca da família Cullen. Alice se torna a melhor amiga de Bella Swan.
Ashley Greene interpreta Alice no cinema.

### Carlisle Cullen
Carlisle Cullen é a figura paterna dos Cullen e parceiro de Esme Cullen. Conhecido por sua compaixão, ele nasceu na década de 1640 em Londres e foi transformado aos 23 anos após ser atacado por um vampiro do esgoto. Depois disso, ele ficou com tanto nojo de si mesmo que tentou se matar de várias maneiras, até mesmo de fome. E devido a esta última tentativa descobriu que poderia existir sem ser um monstro, pois estava com tanta sede que atacou um pequeno grupo de veados ao vê-los. A partir de então, passou a se alimentar apenas de sangue animal e continuou resistindo ao sangue humano por anos para poder trabalhar na medicina. Ele nunca bebeu sangue humano e diz que o cheiro de sangue não o afeta mais. Ele trabalha como médico na cidade de Forks e cuidou de Bella durante sua gravidez de risco.
Peter Facinelli interpreta Carlisle no cinema.

### Esme Cullen
Esme Cullen (nascida Esme Platt e depois Esme Evenson) é a esposa de Carlisle Cullen e figura materna da família Cullen, que tem a forte habilidade de amar profundamente. Foi a segunda pessoa que Carlisle transformou, depois de Edward; ele a transformou em uma vampira quando a encontrou quase morta, depois de pular de um penhasco, após a morte de seu filho. Tem Edward, Alice, Emmett, Rosalie e Jasper como seus filhos legítimos, e Bella Swan, quando torna-se membro da família. Ela aprova o romance de Edward e Bella, pois percebe que foi Bella quem fez com que Edward voltasse a ser feliz.
Elizabeth Reaser interpreta Esme no cinema.

### Rosalie Hale
Rosalie Hale (nascida Rosalie Lillian Hale) é filha adotiva de Carlisle e Esme Cullen, e parceira de Emmett Cullen. Se tornou uma vampira quando Carlisle salvou sua vida depois que vários homens, incluindo seu noivo, Royce King II, a estupraram brutalmente, deixando-a para morrer. Depois de se tornar uma vampira, ela os procurou e matou, mas sem ingerir o sangue deles. Rosalie não gosta de ser vampira, principalmente por ter um forte instinto maternal, e não poder ter filhos. Ela é descrita como incrivelmente bonita, além de ser muito teimosa. Durante os primeiros livros da série, Rosalie não aprova Bella Swan em sua família, mas as duas se unem depois que Bella engravida de Renesmee e apoia que ela tenha Renesmee ao contrário dos outros.
Nikki Reed interpreta Rosalie no cinema.

### Emmett Cullen
Emmett Cullen (nascido Emmett McCarty) é o marido de Rosalie Hale. Ele é muito forte, mesmo para um vampiro, e é descrito como musculoso. Se tornou um vampiro em 1935, quando tinha 20 anos. Emmett foi encontrado por Rosalie Hale quando estava caçando e sendo atacado por um urso; ele já estava quase morto quando Rosalie levou-o para Carlisle para que este transformasse Emmett em vampiro assim como eles, pois viu nele uma criança amável que conheceu quando era humana, o filho de sua amiga. Surpreendentemente, Emmett Cullen não achou tão negativo deixar para trás a humanidade e passou a ter Rosalie como um anjo que apareceu em sua vida. Emmett apoia que Bella faça parte de família Cullen, e vota para que ela seja transformada em vampira, em Lua Nova.
Kellan Lutz interpreta Emmett no cinema.

### Jasper Hale
Jasper Hale (nascido Jasper Whitlock) é o parceiro de Alice Cullen, apresentado aos humanos como irmão legítimo de Rosalie Hale. Ele tem a habilidade de sentir e influenciar a emoção das pessoas à sua volta e tem maior dificuldade que os outros com o estilo de vida "vegetariano" dos Cullen, já que é o membro mais novo da família. Quando tinha quase 17 anos, aliou-se ao Exército Confederado, dizendo que tinha 20 anos. Tornou-se o major mais jovem do Texas, mesmo mentindo sua idade (agora com 17 anos). Foi transformado em vampiro em algum momento durante a Guerra Civil, quando um grupo de três vampiras mexicanas - Maria, Nettie e Lucy - vagavam pelas ruas. Elas se interessaram por ele, e Maria o transformou. Estava envolvido inicialmente em guerras de vampiros, criando novos vampiros, treinando-os e juntando-os em exércitos. Até que, incentivado por Peter e Charlotte, um casal de vampiros amigos seus, abandonou as guerras de vampiros. Então encontrou Alice, e os dois se tornaram parte da família Cullen. Em Eclipse treinou os Cullen e mostrou-se muito habilidoso e rápido para lutar, afirmando para Bella que nunca perdeu uma luta.
Jackson Rathbone interpreta Jasper no cinema.

### Renesmee Cullen
Renesmee "Nessie" Carlie Cullen é uma meio-vampira, meio-humana, filha de Bella e Edward Cullen, nascida em Amanhecer. Renesmee se desenvolve rapidamente, tanto mentalmente quanto fisicamente, e tem a habilidade de transmitir seus pensamentos para outras pessoas apenas tocando nelas. Jacob Black, que sofreu um imprinting com ela, a apelidou de "Nessie" por que considera seu nome muito "boca-cheia". Um dia, quando ela saiu para caçar com Bella e Jacob, Irina (membro do Clã Denali) a viu e achou que ela fosse transformada ainda criança, então denunciou para os Volturi. Isso quase levou a uma grande batalha entre os Cullen e seus vampiros aliados e os Volturi, mas tudo foi esclarecido. No final de Amanhecer, é revelado que Renesmee parará de crescer após sete anos, quando tiver a aparência física de uma adolescente de 17 anos, assim tornando-se imortal.
Mackenzie Foy interpreta Renesmee no cinema.

## Vampiros

### Os Volturi
Os Volturi são um clã que reside em Volterra, Itália. Eles são considerados o que existe de mais perto da "realeza" pelos outros vampiros, porque viveram mais de três mil anos e fiscalizam os vampiros, mantendo a existência da espécie desconhecida dos humanos. Eles são formados pelos líderes, Aro, Caius e Marcus, as esposas de Aro e Caius e por uma guarda formada por vampiros selecionados. Todos eles se alimentam de sangue humano, ao contrário dos Cullen e dos membros do clã Denali. Em Lua Nova, Edward Cullen os procura para pedir que acabem com sua existência, já que pensava que Bella Swan estava morta. Após negarem esse pedido, e Bella aparecer ao lado de Alice Cullen, eles ordenam que Bella deve ser transformada em vampira, ou será morta, já que uma humana não pode saber de seu segredo. Em Amanhecer, todos os Volturi vão para Forks, para investigar o que acreditam ser uma caso de descumprimento de suas leis, já que Irina havia lhes contado que os Cullen haviam criado uma criança imortal, Renesmee Cullen, mas deixam a cidade após saber que ela era, na verdade, uma híbrida e não representava perigo.
Aro, Marcus e Caius nasceram na Grécia, por volta de 1300 A.C. E com menos de 100 anos de idade, o que os uniu foi a sua ambição por poder, coisa comum entre eles. No início o clã era só eles, depois vieram as esposas: Athenodora, Didyme e Sulpicia. E depois começaram a recrutar a Guarda Volturi, formada por vampiros com dons psíquicos. E começaram a expandir seu território, visando dominar o mundo dos vampiros. Entraram em guerra com o clã romeno, que era o clã mais poderoso e tinha a mesma função que os Volturi exercem hoje.
A guarda Volturi é composta por: Alec, Jane, Chelsea, Demetri, Felix, Heidi, Renata, Afton, Santiago e Corin, que são a guarda fixa. E por outros membros temporários, como foi o caso de Carlisle Cullen no início dos anos 1.700.
No cinema, o elenco conta com Michael Sheen como Aro; Jamie Campbell Bower como Caius e Christopher Heyerdahl como Marcus. Membros da guarda: Dakota Fanning como Jane; Cameron Bright como Alec; Charlie Bewley como Demetri; Daniel Cudmore como Felix; e Noot Seear como Heidi. Além desses, Justine Wachsberger interpreta Gianna, uma humana que atua como recepcionista para os Volturi.

### James
Antagonista durante o primeiro livro da série, James é retratado como um impiedoso vampiro "rastreador", que persegue humanos como animais, por esporte. Laurent, que formava um clã com James e Victoria, disse que ele "sempre consegue o que quer", embora mais tarde James tenha revelado a Bella que a então humana Alice Cullen lhe havia escapado, já que outro vampiro a havia transformado para impedir que ele a pegasse. Diferente da família Cullen, ele ingere sangue humano como comida. Na parte final de Crepúsculo, James é destruído por Jasper Hale e Emmett Cullen, depois de conseguir ficar a sós com Bella em um estúdio de balé que Bella estudava e tenta matá-la.
Cam Gigandet interpreta James no cinema.

### Victoria
Victoria é uma vampira ruiva que originalmente fazia parte do clã de James, e era sua parceira. Ela tem um pequeno papel durante o primeiro livro, ajudando James a capturar Bella. Depois que James é destruído, ela decide se vingar de Edward Cullen, por causar a morte dele, matando sua parceira, Bella Swan. No entanto, durante Lua Nova, Bella está suficientemente protegida de sua ira pelos transfiguradores Quileutes. Meses mais tarde, em Eclipse, Victoria cria vários vampiros para usar em uma batalha contra os transfiguradores e os Cullen. Durante essa batalha, ela e seu companheiro, Riley, foram destruídos por Edward, com a ajuda de Seth Clearwater. Ela tem como habilidade um senso de auto-preservação fora do normal. Ela é destruída por Edward em Eclipse.
Durante as duas primeiras adaptações cinematográficas da série, Victoria foi interpretada por Rachelle Lefevre. Porém, na terceira, quem a retrata é Bryce Dallas Howard.

### Laurent
Laurent é membro do clã de James em Crepúsculo. Quando James e Victoria decidem perseguir Bella, ele abandona o clã e vai para o clã Denali, no Alaska, onde vivem outros vampiros "vegetarianos". No entanto, ele não se adapta bem a esse estilo de vida, caçando humanos ocasionalmente. Durante a permanência, ele tem um relacionamento com Irina, mas não é forte o suficiente para mantê-lo com o clã de Denali, e ele retorna para Forks em Lua Nova, como um favor à Victoria. Ele encontra com Bella e tenta matá-la, mas é impedido pelos transfiguradores, e destruído em seguida.
Edi Gathegi interpreta Laurent no cinema.

### Riley Biers
Como um vampiro, Riley Biers é alto e musculoso com olhos vermelhos brilhantes e cabelos loiros. Victoria transformou Riley quando ele tinha aproximadamente a idade de Bella, em Eclipse. Uma vez que ele age com certo controle, ele ajuda Victoria a liderar os vampiros recém-criados. Ele realiza seu trabalho por causa de seu amor por Victoria, que ela finge corresponder. No entanto, em uma batalha entre os recém-criados e os Cullen, no final de Eclipse, Edward avisa a Riley que Victoria estava mentindo para ele. Primeiro Edward tenta convencer Riley a parar de lutar, mas, como não há resultado, finalmente o mata com a ajuda de Seth Clearwater. O personagem não tinha um sobrenome no livro, tendo sido criado especialmente para o filme.
Xavier Samuel interpreta Riley no cinema.

### Bree Tanner
Bree Tanner fez parte do exército de vampiros recém-criados feito por Victoria para matar Bella, que se refere a ela como se tivesse por volta de 15 anos e com cabelos pretos na altura do queixo, e pele como alabastro. Após a derrota deles, Carlisle oferece a ela uma chance de se render para não ser destruída. Porém, com a chegada dos Volturi, acaba sendo interrogada sob tortura por Jane e depois destruída por Félix, mesmo depois de Carlisle ter se oferecido para cuidar dela.
Jodelle Ferland interpreta Bree no cinema.

### Clã Denali
Eleazar e sua parceira Carmen, as irmãs Tanya, Irina (depois falecida) e Kate, e mais tarde o parceiro de Kate, Garrett, são membros do clã Denali. Assim como os Cullen, o clã Denali pratica a dieta de beber sangue animal ao invés do humano. Eles vivem em bons termos com os Cullen, embora o relacionamento fique enfraquecido durante Eclipse, quando se recusam a lutar contra Victoria e seus recém-criados, por causa do sentimento que Irina tinha por Laurent, que os Transfiguradores mataram, e os Cullen não permitiram que vingassem isso. Tanya é sua líder e é descrita como tendo cabelos loiros-avermelhados, e esteve interessada em Edward Cullen, embora ele a tenha recusado. Carmen fala espanhol fluentemente e foi a primeira a escutar e não ter medo de Renesmee por ser uma mestiça. Eleazar, um ex-membro da guarda dos Volturi, também fala espanhol fluentemente e tem a habilidade se identificar quais são os dons dos outros vampiros, e até os dons que os humanos teriam se fossem transformados, mesmo isso exigindo mais esforço de sua parte. Garrett é um aventureiro, conhecido por ser um patriota americano. Ele entra no clã Denali em Amanhecer, quando se torna parceiro de Kate. Kate é descrita como bonita e loira, e tem a habilidade de produzir uma corrente elétrica através de sua pele, podendo incapacitar temporariamente outros vampiros. Ela ajuda Bella a usar e melhorar sua recém-descoberta habilidade.
Sasha, Vasilii e Irina eram antigos membros do clã Denali. Sasha, a criadora de Tanya, Kate e Irina, e Vasilii, foram executados pelos Volturi por ela tê-lo criado, sendo ele uma criança imortal, o que é contra a lei dos vampiros, já que as crianças são incapazes de lidar com suas capacidades e não possuem controle sobre si mesmas. Irina era parceira de Laurent, e, apesar de ter rancor dos transfiguradores por causa da morte dele, foi procurar os Cullen em Amanhecer para fazer paz. Mas antes que pudesse falar com eles, ela vê Renesmee, achando que ela era uma criança imortal, e denuncia os Cullen para os Volturi. Depois que descobrem que Renesmee não é o que Irina dizia, os Volturi a destruiram por seu engano.
No cinema, MyAnna Buring retrata Tanya, Casey LaBow interpreta Kate, Mia Maestro dá vida a Carmen, Christian Camargo interpreta Eleazar, Irina foi interpretada por Maggie Grace e Lee Pace interpretou Garrett.

### Clã das amazonas
Zafrina, Senna e Kachiri são membros do clã das amazonas. Zafrina tem a habilidade de criar ilusões nas mentes das pessoas, e só não afeta a Bella Swan, pois é um poder estritamente mental. Quando ela e Senna se unem temporariamente aos Cullen em Amanhecer, ela cria uma forte afeição por Renesmee Cullen, que diz que gosta de Zafrina e de suas "figuras bonitas". Enquanto isso, Kachiri ajudava Alice Cullen a encontrar outro mestiço, para ajudar a salvar Renesmee. No final de Amanhecer, antes de voltarem para sua terra, Zafrina pede para Bella prometer que irá levar Renesmee para visitá-la no futuro.

### Clã egípcio
Tia, Amun, Benjamin e Kebi são membros do clã egípcio. Amun, parceiro de Kebi, é mostrado como estando muito infeliz com os Cullen em Amanhecer, por causa de Renesmee e os problemas com os Volturi. Amun nasceu antes de 2.500 a.C. Ele vivia como um deus no Egito por suas habilidades de vampiro. Kebi, que também nasceu antes de 2.500 a.C., era uma das escravas humanas de Amun. Ele se encantou tanto por sua beleza quanto por sua total lealdade. Benjamin, parceiro de Tia, nasceu mais de 4.000 anos depois de Amun (nos anos 1800 d.C.). É descrito como tendo um alto conhecimento do que é certo e errado. Sua habilidade especial é o domínio dos elementos naturais, terra, ar, água e fogo, o que é muito raro, já que é uma manipulação física, e não mental, como a maioria dos vampiros.
No cinema, o vampiro Benjamin foi interpretado por Rami Malek.

### Nômades americanos
Peter, sua parceira Charlotte, Mary e Randall são nômades americanos. Peter é um bom amigo de Jasper Hale, e o ajudou a escapar de sua antiga vida como general de vampiros recém-criados. Apesar de ingerir sangue humano como alimento, ele não concordava que os recém-criados fossem mortos antes de deixaram completamente de ter utilidade. No passado, Jasper viveu com Peter e Charlotte durante algum tempo. Peter, Charlotte, Mary e Randall são apenas quatro dos muitos nômades americanos que existem.

### Nômades europeus
Alistair, Charles e Makenna são nômades europeus. Alistair é um bom amigo de Carlisle, embora não o visite frequentemente, pois é meio solitário e gosta de visitas uma vez por século, por esse motivo quando se junta ao grupo dos Cullen contra os Volturi fica no terceiro andar da casa sozinho. Sua habilidade é rastrear. Ele vai ao encontro dos Cullen quando Carlisle lhe pede, mas parte antes do que acreditava que seria uma grande batalha, em Amanhecer, com medo dos Volturi. Charles é o parceiro de Makenna, e sua habilidade é saber se um juramento é verdadeiro.

### Clã irlandês
Siobhan, Liam e Maggie são membros do clã irlandês. Liam é muito protetor com relação a Siobhan e Maggie. Siobhan e Liam são parceiros, e Carlisle acredita que Siobhan tem a habilidade de alterar o curso de uma situação, dependendo do que deseja, apesar de ela própria não acreditar nisso. Maggie tem a habilidade de saber quando alguém está mentindo, e seu clã acreditou imediatamente em Edward quando ele contou toda a história sobre Renesmee, assim que ela disse que ele estava falando a verdade, em Amanhecer.

### Clã romeno
Vladimir e Stefan formam o clã romeno. Eles costumavam ocupar o lugar dos Volturi cerca de 1500 anos atrás, ao lado de outros  dez vampiros romenos. Porém os Volturi os atacaram e depois de algumas décadas o clã foi completamente dizimado, apenas Stefan e Vladimir sobreviveram. Eles já tentaram recuperar seu lugar no poder, mas os Volturi sempre ganham as lutas, Stefan e Vladimir já chegaram a criar exércitos com até mais de cem vampiros, porém os Volturi sempre levam a melhor, graças aos poderosos dons psíquicos que a guarda dos Volturi possui. Eles guardam muito rancor dos Volturi, e procuram por vingança. Ficam felizes quando os Cullen juntam os aliados para parar os Volturi, e são os únicos que não ficam satisfeitos que a batalha não tenha sido realizada.

## Lobisomens / Transfiguradores[nota 2]

### Sam Uley
Sam Uley é o líder do bando de La Push. Ele é descrito como calmo e controlado, tendo as características necessárias para um líder. Seu pai, Joshua Uley, abandonou-lhe e sua mãe quando ele era muito pequeno. Antes de se tornar um lobisomem, ele tinha um relacionamento amoroso com Leah Clearwater. Sua relação começou a enfraquecer depois de sua transformação, por que ele não podia contar a ela o que tinha se tornado, e finalmente terminou quando ele teve um imprinting com a prima de Leah, Emily, e deixou de cumprir todas as promessas que tinha feito para ela, para ficar com sua prima. De acordo com Jacob Black, Sam se sente culpado pelo que fez com Leah, e pela pessoa que ela se tornou. Quando está na forma de lobo, ele é todo preto e o lobo mais alto, até Amanhecer, quando se percebe que Jacob ficou maior que ele. Apesar de ser o líder do bando, esse papel não lhe pertence por sangue, e sim a Jacob, que apoiava o fato de Sam ser o líder, até Amanhecer, quando Sam decide  que o bando mate a Bella enquanto estava grávida, para que a "criatura" que ela carregava não nascesse.
Solomon Trimble foi creditado como "amigo de Jacob" em Crepúsculo, mas foi bastante reconhecido por interpretar o papel de Sam. Sam foi interpretado por Chaske Spencer em Lua Nova.

### Leah Clearwater
Leah Clearwater é a única mulher lobisomem do mundo. Ela se transformou em Eclipse ao mesmo tempo que seu irmão mais novo, Seth, por causa da morte do pai deles, Harry. Depois que foi abandonada por Sam, Leah se tornou uma pessoa rancorosa e amargurada, e constantemente antagoniza o bando pensando coisas que os outros membros querem evitar. Criou uma certa frustração por Bella. Quando Jacob abandona o bando de Sam, para não ter que atacar Bella, em Amanhecer, Leah o segue, satisfeita por não ter mais que ficar perto de Sam.
Leah é representada pela atriz Julia Jones em Eclipse.

### Seth Clearwater
Seth Clearwater é o irmão mais novo de Leah e um membro do bando de La Push. Ele se transforma em lobisomem em Eclipse, Seth fica ao lado de Edward e Bella, quando tinha apenas quinze anos, para servir de conexão com o bando. Quando Victoria e Riley aparecem, ele destrói Riley, com a ajuda de Edward. Em Amanhecer, ele e Edward parecem ter criado uma amizade que não é aprovada pelo resto do seu bando, e ele comparece ao casamento de Bella e Edward. Ele é, inicialmente, o único lobisomem. que se sente completamente à vontade perto da família Cullen. Ele também tem, de acordo com Edward, pensamentos muito honestos e puros. Depois que Jacob abandona o bando de Sam, Seth é o primeiro a segui-lo, e se torna o segundo no comando, até ser substituído por Leah, no final do romance.
Seth é representado pelo ator Boo Boo Stewart em Eclipse.

### Quil Ateara
Quil Ateara é um membro do bando de lobos e um dos melhores amigos de Jacob Black. Ele é descrito como muito musculoso. É mencionado no primeiro romance da série, mas se torna um personagem mais regular em Lua Nova. Ao contrário de diversos outros membros do bando, ele fica feliz ao se tornar um lobisomem, uma vez que finalmente tem seus amigos de volta e passa a entender o que estava acontecendo. Como lobo, Quil é castanho-chocolate. É filho de Harry.
Quil é um dos cinco lobos do bando a ter um imprinting; ele o teve com a sobrinha de dois anos de Emily, Claire. Embora isso não pareça muito apropriado, Jacob explica que não há nada romântico com isso, e Quil será o que Claire precisar em cada parte de sua vida, seja um irmão, um amigo, um protetor ou um namorado.
Tyson Houseman interpreta Quil no cinema.

### Embry Call
Embry Call é outro melhor amigo de Jacob. Ele aparece brevemente em Lua Nova e Eclipse. Embry chama Bella de "garota vampira" por causa de sua proximidade com a família Cullen. Sua mãe é uma mulher da aldeia Makah, não da Quileute; uma vez que os genes dos lobisomens passam de pai para filho, ele só pode ser meio-irmão de Quil Ateara, Jacob Black ou Sam Uley. Essa é uma causa de estresse no bando, uma vez que todos os pais eram casados durante a época de seu nascimento.
Foi reconhecido que Krys Hyatt interpretou Embry em Crepúsculo, embora não tenha sido creditado. No entanto, Embry foi interpretado por Kiowa Gordon em Lua Nova.

### Paul Lahote
Paul Lahote é um membro instável do bando de lobos, que costuma se transformar em lobo sempre que é irritado. Paul é um dos maiores lobos, e tem o pelo cinza escuro. Por ser volátil, ele fica tão extremamente bravo em Lua Nova, quando Jacob conta que Bella descobriu sobre o segredo da existência do bando, que se transforma em lobo e tenta atacá-la, sendo impedido por Jacob. Porém, com o passar dos livros, ele parece não ter maus sentimentos com relação a Bella e Jacob. Em Amanhecer, Paul tem um imprinting com a irmã mais velha de Jacob, o que incomoda muito a este e a seu pai, Billy, já que Paul está sempre na casa deles, comendo; mas Billy diz estar feliz por Rachel passar mais tempo em casa, graças a Paul.
Alex Meraz interpreta Paul no cinema.

### Jared Cameron
Jared Cameron foi o primeiro lobo a se transformar depois de Sam Uley. Ele também é um dos cinco lobos que teve imprinting: ele o teve com Kim, uma garota que sentava ao seu lado na escola. Antes de virar lobo, ele nunca havia prestado atenção nela.
Bronson Pelletier interpreta Jared no cinema.

### Collin Littlesea e Brady Fuller
Collin e Brady são os dois lobos mais novos do bando. Em Eclipse, é dito que eles têm treze anos, e eles aparecem em Amanhecer, como parte do bando de Sam.

### Outros
Existem mais sete lobisomens presentes no final de Amanhecer. Acredita-se que esses lobos desconhecidos são muito novos, e a razão pela qual se transformaram tão cedo é a presença de diversos vampiros visitantes na casa dos Cullen.

### Ephraim Black
Ephraim Black, avô de Billy Black e bisavô de Jacob Black, foi o líder anterior do bando de La Push. Ele próprio foi um transfigurador, e o líder de um bando formado por ele, Levi Uley e Quil Ateara Sr. Ele criou um trato com os Cullen, pois achavam que não representavam perigo, por não caçar humanos, onde concordaram que eles não revelariam para os humanos que eles eram vampiros, desde que os Cullen se mantivessem distantes de suas terras.

## Humanos

### Charlie Swan
Charlie Swan é o pai de Bella Swan e chefe de polícia de Forks. Charlie e a mãe de Bella, Renée, se separaram pouco depois do casamento, e Renée se mudou para Phoenix com Bella. Quando Bella tinha 17 anos, se mudou para Forks, para morar com Charlie. Inicialmente, Charlie aceita o namoro de Edward e Bella, até Lua Nova, quando Edward vai embora e Bella entra em depressão. Depois do retorno de Edward, Charlie não consegue mais aceitá-lo, e apoia que Bella fique com Jacob. Charlie é o único humano que continua na vida de Bella após sua transformação em vampira, mas sem saber o que ela tinha se tornado.
Billy Burke interpreta Charlie no cinema.

### Renée Dwyer
Renée Dwyer (anteriormente Renée Swan. Quando solteira, Renée Higginbotham) é a mãe de Bella Swan. Ela se casou com Charlie Swan depois do ensino secundário, e o abandonou por não conseguir viver em Forks, levando Bella consigo. Renée é uma pessoa excêntrica e inocente, o que faz com que Bella sinta que é a mãe em seu relacionamento, e tenha necessidade de cuidar dela. Depois de se casar com um jogador de baseball mais novo que ela, Phil Dwyer, Bella muda-se para a casa de Charlie, para que Renée possa viajar com ele. Depois que se transforma em vampira, Bella não tem mais contato com sua mãe, achando que ela não poderia lidar com a situação como Charlie.
Sarah Clarke interpreta Renée no cinema.

### Billy Black
Billy Black é o pai de Jacob Black, nascido e criado em La Push, é um ancião da aldeia Quileute. Ele é descrito como sendo fundido, tendo uma pele enrugada e marrom-dourada, com cabelos e olhos pretos; ele também anda em uma cadeira de rodas, por causa de diabetes. Sua família inclui suas filhas gêmeas, Rachel e Rebecca, Jacob, e sua esposa falecida, Sarah. Billy é descendente direto do último chefe da tribo Quileute, Ephraim Black, que foi seu avô. Billy é um dos melhores amigos de Charlie Swan. No final de Crepúsculo, ele oferece uma peça nova para o carro que Jacob está construindo, para que ele tente convencer Bella a terminar seu relacionamento com Edward.
Gil Birmingham interpreta Billy no cinema.

### Phil Dwyer
Phill Dwyer é o padrasto de Bella e é jogador de beisebol dos escalões menores.
Matt Bushell interpreta Phil no cinema.

### Harry Clearwater
Harry Clearwater era um Quileute ancião, que morreu de um ataque do coração, em Lua Nova, ao descobrir que seus filhos Leah e Seth se transformaram em transfiguradores. Ele deixou para trás uma esposa, Sue, uma filha, Leah, e um filho, Seth. Quando Bella descobre que Jacob é um transfigurador, são Harry e Billy Black quem convidam Charlie Swan para visitar La Push e mantê-lo a salvo.
Graham Greene interpreta Harry no cinema.

### Angela Weber
Angela Weber é uma colega de classe de Bella, que é descrita como alta, tímida e muito boa, com cabelos e olhos castanho-claros, que em Lua Nova deixou crescer em camadas. Em um fragmento de Sol da Meia Noite, é revelado que ela é uma das únicas novas "amigas" de Bella que não a está usando em vantagem própria. Ela tem um papel pequeno no dois primeiros livros da série, mas se torna a melhor amiga humana de Bella em Eclipse. Ela tem um ótimo relacionamento com seu namorado, Ben Cheney. Ela tem uma pequena participação em Amanhecer, onde seu pai lê os votos no casamento de Bella e Edward, e ela pega o bouquet.
Christian Serratos interpreta Angela no cinema.

### Mike Newton
Mike Newton é um colega de classe amigável que inicialmente tem interesse romântico por Bella, embora ela não corresponda a essa afeição. Ele é descrito como tendo um "rosto de bebê", com cabelo louro claro e olhos azuis. Em Crepúsculo, ele convida Bella para acompanhá-lo em um baile, mas ela recusa. Ele não gosta de Edward Cullen. Foi juntamente com Mike e um grupo de amigos que Bella foi para a praia de La Push e descobriu, através de Jacob Black, que Edward era um vampiro. Em Lua Nova, Mike vai assistir um filme com Jacob e Bella e tenta competir com Jacob pela atenção dela. A família de Mike é dona de uma loja que vende materiais esportivos, onde Bella consegue seu único emprego durante a série. Mike e Jessica Stanley saem juntos em Crepúsculo, e aparecem de mãos dadas no casamento de Bella e Edward em Amanhecer, onde Edward comenta que "Mike está tendo dificuldade com pensamentos inapropriados sobre uma mulher casada".
Michael Welch interpreta Mike no cinema.

### Jessica Stanley
Jessica Stanley é uma colega de classe de Bella, e sua primeira amiga em Forks. Ela informa a Bella sobre a família Cullen em seu primeiro dia na escola. Ela parece estar mais interessada na popularidade de Bella, e se mostra enciumada algumas vezes com relação à afeição que Mike Newton tem por ela. Em um trecho de Sol da Meia Noite, Edward ouve pensamentos rudes de Jessica com relação a Bella, e que ela só é sua amiga para dividir a atenção. Jessica é descrita como uma "tagarela" com um cabelo castanho e cacheado, menor do que Bella e com olhos azuis. Ela e Bella saem juntas em Lua Nova, durante o período de depressão que Bella passou, após a partida de Edward, mas sua amizade termina depois que acabam a escola, em Eclipse. Ela aparece brevemente em Amanhecer, comparecendo ao casamento de Bella e Edward, ao lado de Mike.
Anna Kendrick interpreta Jessica no cinema.

### Tyler Crowley
Tyler Crowley é um dos colegas de classe de Bella. Em Crepúsculo, ele quase atropela Bella com uma van, mas ela é salva por Edward. Depois disso, ele a pede desculpas várias vezes, e a convida para acompanhá-lo em um baile da escola, o que ela recusa. Ele entende erroneamente que eles irão juntos ao próximo baile, e conta isso para o resto da escola, apenas para ouvir de Edward que ela não irá ao baile com ninguém que não seja o próprio Edward.
Gregory Tyree Boyce interpreta Tyler no cinema.

### Lauren Mallory
Lauren Mallory é uma garota de cabelos loiros acinzentados que tem ciúmes da popularidade de Bella. Quando Bella se muda para Forks, a atenção instantânea que recebe faz Lauren invejosa, e ela continua hostil com Bella pelo resto de Crepúsculo, Lua Nova e Eclipse. Ela tem inveja particularmente da atenção que Bella recebe de Tyler Crowley, com quem Lauren tem atração. Lauren também tem um tom de voz sarcástico, o que Bella nota quando entreouve Lauren falando sobre ela.
No cinema, o personagem Lauren foi combinado com o de Jessica Stanley, que é interpretada por Anna Kendrick.

### Eric Yorkie
Eric Yorkie é um colega de classe de Bella, que fica interessado nela assim que ela se muda para Forks. Ele se sente competidor por sua atenção contra Mike Newton, e, em Crepúsculo, chega a atingi-lo com uma bola de neve. Ele convida Bella para acompanhá-lo em um baile, mas ela recusa, e ele vai com Angela Weber. Eric é o orador durante a formatura de sua classe.
Justin Chon interpreta Eric no cinema.

### Emily Young
Emily Young é a noiva de Sam Uley e prima de Leah e Seth Clearwater. Enquanto estava namorando com Leah, Sam teve um imprinting com Emily, quando ela fez uma visita à La Push, e começou a persegui-la. Ela é descrita como tendo uma pele cor de cobre, cabelos negros e três longas cicatrizes em seu rosto e um dos braços, como resultado de um momento em que Sam perdeu o controle como lobo muito próximo a ela, embora o outro lado de seu rosto seja bonito, como ela era antes das cicatrizes. Apesar disso, Emily parece não ter qualquer ressentimento de Sam ou de qualquer um dos membros do bando. Bella a vê como uma figura materna do bando, por que ela cozinha para eles e todos ficam muito à vontade em sua casa.
Tinsel Korey interpreta Emily no cinema.

### Sue Clearwater
Sue Clearwater é a viúva de Harry Clearwater, que morreu em Lua Nova de um ataque do coração. Sue tem dois filhos, Seth e Leah, ambos transfiguradores. Em Amanhecer, Sue começa a passar bastante tempo com Charlie e ocasionalmente cozinha para ele, depois que Bella saiu de sua casa. Bella afirma, no final de Amanhecer, que Sue e Charlie estão juntos romanticamente.
Alex Rice interpreta Sue Clearwater em Amanhecer parte 1 e parte 2

### Gianna
Gianna é a secretária humana dos Volturi que tinha esperança de ser transformada em vampira por eles, mesmo sabendo do risco de se tornar a próxima refeição. Bella fica estarrecida e a chama de aprendiz de monstro em Lua Nova quando é informada por Edward que ela sabe dos Volturi e suas atividades e do risco que corre. Risco este que vem a se concretizar em Amanhecer quando no decorrer dos acontecimentos é morta pelos mesmos. Descrita como morena de olhos verdes, bonita até para uma humana.
Justine Wachsberger interpreta Gianna no cinema.

### J. Jenks
Jason Jenks (também conhecido pelo falso nome Jason Scott) é um homem de meia-idade, que atua como advogado e falsificador de documentos legais. Alice manda Bella para ele quando parece que Renesmee e Jacob vão precisar fugir para escapar dos Volturi. Jenks, tendo previamente trabalhado para Jasper diversas vezes, tem um grande medo da família Cullen, já que Jasper diz acreditar que "alguns tipos de relacionamentos de trabalho são melhor motivados pelo medo que pelo pagamento". Bella pede que Jenks crie certidões de nascimento, passaportes, e uma carteira de motorista para Jacob, e ele parece ficar mais à vontade com ela do que com Jasper. Inicialmente, ele se mostra receoso de entregar os documentos para Bella, com medo que ela os use para tirar Renesmee do pai, também por causa do medo que tem de que a família Cullen se vingue dele. Bella o assegura que não é esse o caso, e decide que a partir de então ela que irá negociar com Jenks, para evitar todo o estresse que ele tem, por causa de Jasper.

### Royce King II
Royce King II era filho do dono do banco onde o pai de Rosalie trabalhava, e o principal responsável por ela ter se tornado vampira. Rosalie o conheceu quando foi levar almoço a seu pai no trabalho dele, a pedido de sua mãe. Royce King II se interessou de imediato por ela. Ele é descrito como tendo o cabelo louro bastante claro e olhos azuis claros. Eles ficaram noivos e pouco antes de seu casamento, Rosalie foi visitar sua melhor amiga, e na volta para casa, já à noite, Rosalie se encontrou com seu noivo que a esperava em companhia de quatro amigos, todos estavam bêbados. Royce comentou da beleza de Rosalie, despertando a curiosidade dos amigos, assim ele rasgou-lhe a jaqueta para mostrar parte do corpo dela a seus amigos, seguidamente ela foi violentada por Royce e seus amigos de forma brutal. Enquanto agonizava na fria noite desejando morrer, Rosalie foi encontrada por Carlisle Cullen, que a levou para sua casa e depois a transformou em vampira. Rosalie matou Royce e a seus amigos em vingança pelo que lhe fizeram, e não bebeu o sangue de nenhum deles, porque não desejava ter nada deles dentro dela. A personagem aparece unicamente em um flashback de Eclipse.
Jack Huston interpreta Royce King II no cinema.

### Charles Evenson
Charles Evenson foi o primeiro marido de Esme Cullen. Eles se casaram quando ela ainda era humana. Ele nasceu no final do século XIX. Sua personalidade abusiva afastou sua esposa quando ela engravidou e, em 1928, ele foi assassinado pelo filho adotivo de Esme, Edward Cullen. 